# Obražda
Obražda (cyr. Ображда) – wieś w Serbii, w okręgu jablanickim, w gminie Bojnik. W 2011 roku liczyła 16 mieszkańców.